# George Georgescu
George Georgescu (n. 12 septembrie 1887, Sulina, Tulcea, România – d. 1 septembrie 1964, București, România), cunoscut și sub abrevierea GG, a fost un muzician, dirijor și violoncelist român, director al Filarmonicii din București (1920–1944 și 1954–1964) și al Operei Naționale din București (1922–1926, 1930–1933 și 1939–1940), profesor de dirijat la Universitatea Națională de Muzică din București (1950–1953).
A studiat violoncelul cu prof. Constantin Dimitrescu la Conservatorul din București (1906–1910) și cu prof. Hugo Becker la Hochschule für Musik din Berlin (1911–1914). În 1916 a fost discipolul și asistentul unuia dintre fondatorii dirijatului modern, Arthur Nikisch.
Ca violoncelist, a fost membru al Cvartetului Marteau (1911–1914). Ca dirijor de orchestră (1918-1964) a cunoscut o recunoaștere internațională datorită numeroaselor concerte susținute în Europa și Statele Unite (1918-1964).

## Biografie

### Copilăria și perioada studiilor în România
George Georgescu s-a născut la Sulina, în 12 septembrie 1887. Tatăl, Leonte Georgescu, era șeful vămii portului, iar mama, Elena Stefaniți, de origine greacă, era fiica căpitanului portului. Ca urmare a schimbărilor repetate de domiciliu, G. Georgescu a învățat la școli din București, Galați și Giurgiu.
A început să cânte singur la vioară, când avea 5 ani. Mai târziu a fost membru al corului bisericii Zlătari din București și al celui de la biserica din Giurgiu, formație pe care a și dirijat-o. În ciuda reticenței tatălui, care se opunea ca singurul său copil să urmeze o carieră muzicală, G. Georgescu s-a prezentat în 1906 la Conservatorul din București, cu intenția de a studia violoncelul. Cum depășise însă 18 ani, vârsta maximă admisă de regulament pentru acest instrument, a fost admis la clasa de contrabas a lui Ercole Carini, unde a petrecut doar câteva luni. Apoi, la recomandarea lui Carini, care s-a gândit la un instrument care să-i asigure studentului său posibilități individuale de exprimare mai generoase, George Georgescu a devenit studentul clasei de violoncel conduse de Constantin Dimitrescu. La Conservatorul bucureștean a mai fost îndrumat de profesorii Dumitru Georgescu Kiriac – armonie, Alfonso Castaldi – compoziție și Dimitrie Dinicu – muzică de cameră. În anul 1910 a absolvit Conservatorul cu calificative maxime, după patru ani de studii în loc de șapte. În paralel, pentru a se putea întreține, a cântat în diverse ansambluri ale unor teatre muzicale, sau grădini de vară – precum „Oteteleșanu”, „Rașca” și cea a teatrului lui Alexandru Davila. De altfel, debutul ca dirijor și l-a făcut la grădina „Rașca”, în 1907 – într-un program de uverturi, valsuri și potpuriuri care s-a deschis cu uvertura operetei „Cavaleria ușoară” de Franz von Suppé.

### Studiile la Berlin, afirmarea ca violoncelist și primele mari succese ca dirijor
La absolvirea Conservatorului bucureștean, toți cei avizați erau de acord că George Georgescu avea înzestrările necesare unei cariere strălucite, dar pentru aceasta avea nevoie de studii de perfecționare în străinătate (o opțiune obișnuită, de altfel, pentru tinerii muzicieni români ai timpului, care alegeau fie Franța, fie Austria sau Germania). În 25 octombrie 1910 muzicianul a susținut, la Ateneul Român, în formulă de trio, un concert cameral, suma obținută, de 2000 de lei, permițându-i să plece la Berlin. A fost admis, prin concurs, la Hochschule für Musik din capitala Germaniei, unde a studiat violoncelul cu renumitul profesor Hugo Becker, ale cărui lecții îi vor rămâne ca repere de-a lungul întregii sale activități. În paralel, a aprofundat compoziția cu Robert Kahn, fost discipol al lui Brahms și dirijatul sub îndrumarea lui Arno Kleffel. În cei doi ani petrecuți la Hochschule für Musik, George Georgescu și-a desăvârșit aptitudinile și și-a însușit o severă autodisciplină profesională, care va deveni una dintre însușirile personalității sale.
În 1911, din motive de sănătate, Hugo Becker (membru al Cvartetului „Marteau” condus de violonistul francez Henri Marteau), îi cedează locul în cvartet studentului său George Georgescu. Muzicianul român s-a adaptat perfect stilului și profilului repertorial al formației în care a activat până în 1914, când cvartetul s-a dizolvat, odată cu începerea Primului Război Mondial (formula i-a mai inclus pe Henri Marteau – vioara I, Licco Amar – vioara a II-a și pe Hugo Kramm – violă). Munca minuțioasă de cizelare a detaliilor, de elaborare a frazării, grija pentru echilibrul de ansamblu și pentru dozajul nuanțelor, atmosfera generală de seriozitate și de respect față de muzică, imprimate de Henri Marteau au avut o influență profundă și de lungă durată asupra propriei viziuni a viitorului dirijor. După 1914, G. Georgescu și-a continuat activitatea ca solist sau în recitaluri camerale, câștigându-și un solid renume și prietenia unor personalități precum Richard Strauss, Arthur Nikisch și Felix Weingartner.

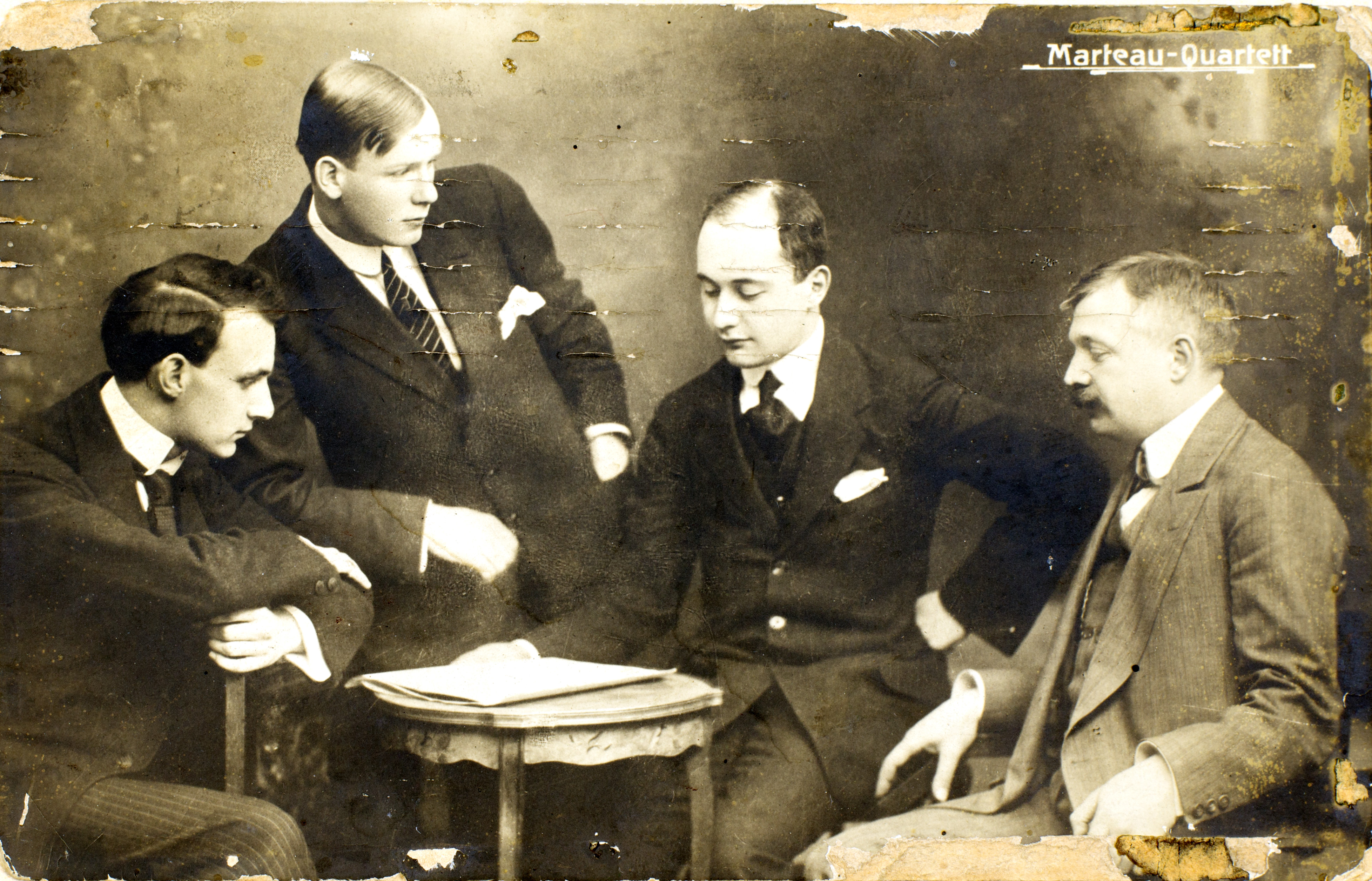
Cvarteul Marteau, Berlin 1911 (de la stânga la dreapta): George Georgescu, Hugo Kramm, Licco Amar și Henri Marteau

În 1916, în timp ce interpreta în fața publicului, la Königsberg Concertul pentru violoncel de Eugen d'Albert, George Georgescu a fost afectat de o durere bruscă la mâna stângă, afecțiune cauzată de suprasolicitarea musculară, cunoscută drept „crampa virtuozilor”. În ciuda tratamentelor urmate la sfatul celor mai buni medici, acel moment a însemnat finalul experienței lui George Georgescu în calitate de violoncelist. La sugestia lui Richard Strauss, s-a hotărât să urmeze calea dirijatului de orchestră, adresându-i-se, pentru a-l călăuzi, celebrului Arthur Nikisch, o autoritate a celui timp care, din 1895, deținea atât conducerea Orchestrei „Gewandhaus” din Leipzig, cât și poziția de dirijor principal al Filarmonicii din Berlin. George Georgescu a petrecut un an sub îndrumarea lui Arthur Nikisch, studiind partituri, asistându-l la repetiții și în concerte. Experiența acumulată i-a permis ca în 15 februarie 1918 să-și facă debutul cu mare succes într-un concert simfonic, la conducerea Orchestrei Filarmonicii din Berlin - din program făceau parte : Simfonia a VI-a „Patetica” de Piotr I. Ceaikovski, Concertul de pian op. 16 de Edvard Grieg și poemul simfonic „Till Eulenspiegel” de Richard Strauss. Debutul a fost urmat de alte concerte atât la Berlin, cât și la Dresda.
În 14 februarie 1919, a condus la Berlin concertul de debut al pianistului Claudio Arrau ca solist al Filarmonicii. Concertul a cuprins urmatorul program: Uvertura „Carnavalul roman” de Hector Berlioz, Simfonia a II-a de Johannes Brahms, Concertul nr. 1 de pian de Piotr I. Ceaikovski, Procesiune nocturnă de Henri Rabaud. 

### Primul mandat ca director al Filarmonicii din București: 1920 – 1944. Strălucirea perioadei interbelice
Ecourile succeselor internaționale ajung și în România, unde viața muzicală își reluase cursul firesc, după încheierea Primului Război Mondial. Dimitrie Dinicu, directorul și dirijorul Orchestrei Ministerului Instrucțiunii Publice (așa cum se numea în acel moment viitoarea Orchestră a Filarmonicii) l-a invitat să conducă o serie de concerte la București. George Georgescu a debutat pe scena Ateneului în 4 ianuarie 1920, cu un program Weber – Mozart – Bethoven. Dimitrie Dinicu, în vârstă de 52 de ani, afectat de boală, i-a cedat conducerea Filarmonicii tânărului său coleg, în vârstă de numai 33 de ani, deja o personalitate artistică formată, care avea și prestigiul de mare dirijor, câștigat în străinătate. După retragerea lui Dimitrie Dinicu, în iunie 1920, George Georgescu a inițiat acțiuni organizatorice energice, cu scopul de a transforma Filarmonica într-o orchestră profesionistă, de nivel european, cu stagiuni în care evoluau invitați pe măsură.
Pentru a face posibil climatul artistic propice viziunii sale, în aprilie 1920 a fost înființată o societate pe acțiuni cu capital subscris de 2 000 000 de lei, cu scopul de a alcătui o orchestră pe măsura celor mai bune din străinătate. Așa s-a născut Societatea „Filarmonica”, al cărei director general a fost numit George Georgescu. El a dus la bun sfârșit, nu fără opoziție, o selecție riguroasă a instrumentiștilor care proveneau, aproape în totalitate, din vechea echipă a Orchestrei Ministerului Instrucțiunii Publice (membri neselectați au trecut în orchestra Operei Române, care a luat ființă tot atunci). A mai angajat încă 40 de noi muzicieni de valoare, de la Viena, astfel încât orchestra, compusă din peste 100 de membri era, ca număr, cea mai impunătoare pe care o avusese vreodată orașul București. „Intransigența și nivelul ridicat solicitat de George Georgescu, ca dirijor și director al instituției, au dus la succesul concertului inaugural din 22 octombrie 1920. Programul concertului a constituit o adevărată amprentă pentru întreaga carieră a lui George Georgescu. Uvertura „Maeștrii cântăreți din Nürnberg” de Richard Wagner, poemul simfonic „Don Juan” de Richard Strauss și Simfonia a V-a de Ludwig van Beethoven, sunt creații care l-au așezat pe dirijorul George Georgescu, in topul favoritilor publicului vremii”. 

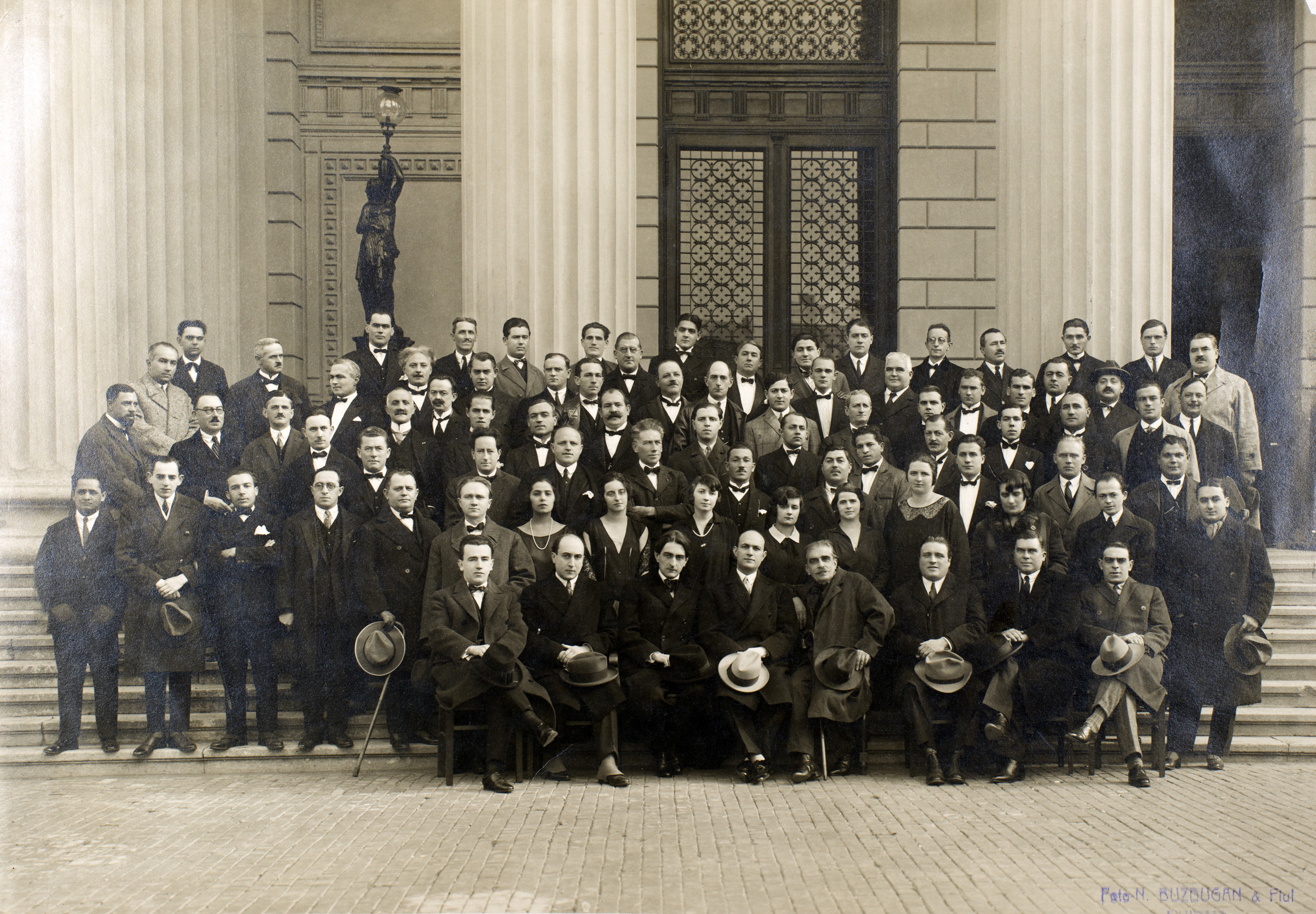
George Georgescu cu Filarmonica din București, anii 1920

În martie 1921, Richard Strauss a fost prezent pentru prima oară în România, cu cinci concerte la Ateneul Român, conținând exclusiv lucrări proprii. În zilele de 26 și 27 martie, la cererea expresă a lui Richard Strauss - după cum precizau afișele - poemul „Till Eulenspiegel” a fost dirijat de George Georgescu. Deși se afla într-un evident progres profesional, Filarmonica era într-o dificilă situație financiară, astfel că, în 1922, s-a ajuns la fuzionarea Orchestrei Filarmonicii cu cea a Operei Române, rezultând un ansamblu de 120 de instrumentiști, care va deservi ambele instituții sub directoratul lui George Georgescu. Filarmonica și-a păstrat denumirea iar susținerea ei financiară va fi asigurată de Fundația „Principele Carol“. Orchestra rămânea a Filarmonicii, dar cânta și în fosa Operei. În aceste condiții nu mai putea acoperi decât un singur program simfonic săptămânal. În schimb, având un număr mai mare de instrumentiști, putea lărgi mult repertoriul.

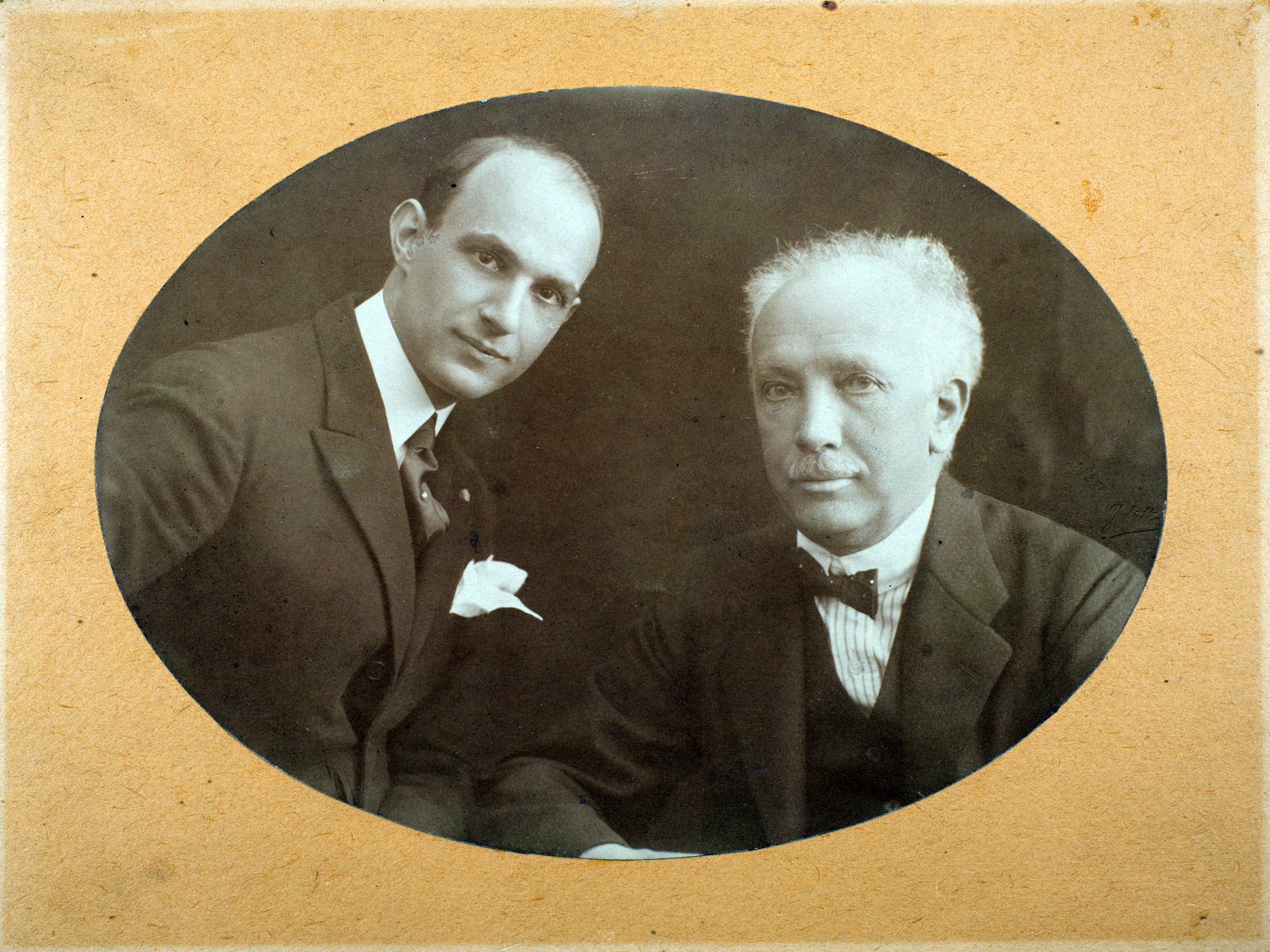
GG cu Richard Strauss, București, 1921

Încă din prima sa stagiune ca director al Filarmonicii, George Georgescu a promovat cu consecvență compozitorii români, discernământul selecției valorice fiind confirmat de trecerea timpului: George Enescu, Ionel Perlea, Filip Lazăr, Mihail Jora, Ion Borgovan, Ion Nonna-Otescu, Stan Golestan, Umberto Pessione, Alfred Alessandrescu, Mihail Andricu, Marcel Mihalovici, Constantin Brăiloiu, Alfonso Castaldi, Tiberiu Brediceanu, Theodor Rogalski, Constantin C. Nottara, Paul Constantinescu, etc. În spiritul colegial, care-i era caracteristic, George Georgescu permitea adesea autorilor, să-și dirijeze propriile lucrări în concertele sale de stagiune. Aceasta este perioada în care, pe scena Ateneului Român, s-au perindat cei mai străluciți interpreți ai timpului, atrași de prestigiul lui George Georgescu și de faima orchestrei sale, apreciată ca fiind una dintre cele bune din Europa. Astfel, la București au fost prezenți mari compozitori pentru a-și prezenta propriile lucrări publicului român - îi amintim pe: Maurice Ravel, Béla Bartók, Pietro Mascagni, Igor Stravinski, Alfredo Casella, Karol Szymanowski. Publicul român a putut urmări și cele mai proeminente personalități ale artei interpretative interbelice : Felix Weingartner, Erich Kleiber, Herbert von Karajan, Alfred Cortot, Arthur Rubinstein, Claudio Arrau, Wilhelm Backhaus, Marguerite Long, Wilhelm Kempff, Walter Gieseking, Jacques Thibaud, Pablo Casals, Bronislav Huberman, Eugen d'Albert, Alma Moodie, Emmanuel Feuermann, Paul Wittgenstein, Gaspar Cassadó, Claudio Arrau, Wilhelm Backhaus, Joseph Szigeti, Georg Kulenkampff, Henryk Szeryng, etc., interpreți care au contribuit la reputația de capitală muzicală europeană a Bucureștiului.
George Georgescu a avut o relație specială cu cei mai înzestrați tineri muzicieni români, cărora le-a rezervat permanent un loc privilegiat în programele Filarmonicii, încurajându-le evoluția: Dinu Lipatti, Valentin Gheorghiu – care și-a făcut debutul sub bagheta sa, în 1943 și, ulterior, după 1947 - Radu Aldulescu, Vladimir Orlov, Ion Voicu etc. Exigența și perseverența conducătorului ei au transformat formațiunea Filarmonicii, într-o orchestră consolidată și experimentată, astfel că George Georgescu a dus ansamblul în primul său turneu extern în 1922, în Grecia și Turcia. Fiind foarte bine primit, va repeta experiența – într-o vreme în care nu erau încă obișnuite asemenea deplasări de forțe – în 1934 în Turcia, Bulgaria, Iugoslavia ; în 1941 și 1942 în Austria, Cehoslovacia, Germania și Bulgaria, confirmând direct cota internațională atinsă. În afara turneelor cu Filarmonica, George Georgescu a fost prezent cu regularitate ca invitat pe marile scene din întreaga Europa : Franța a fost a doua țară, după Germania, unde a putut fi urmărit dirijând, în 1921, la Paris, iar în 1922 și-a făcut debutul în compania Filarmonicii din Viena, oraș unde va reveni adesea fie la Filarmonică, fie la Operă, pentru ca în 1943 să conducă două concerte ale celebrei orchestre în Festivalul de la Salzburg.
New York și Opera din Washington: 1926-1927
„Deși carisma și eforturile susținute ale lui George Georgescu au avut drept consecință fericită o reputație solidă a Filarmonicii, în țară și în străinătate, activitatea acesteia nu a decurs fără tulburări de fundal. În România, anii 1924-1926 sunt afectați de nemulțumiri, greve, amenințări și nesiguranță având drept cauze deficitul financiar. În cazul orchestrei Filarmonicii, dubla activitate de la Ateneu și Operă, la care s-a adăugat pericolul de a pierde sala de concerte în condițiile în care Comitetul Ateneului mărise mult chiria și exasperat de atacurile personale dure și deseori partizane, George Georgescu a lipsit pentru un an din țară.”  În acel interval, din noiembrie 1926 și până în februarie 1927 a condus o amplă serie de concerte ale Filarmonicii din New York, unde a fost solicitat să-l înlocuiască pe Arturo Toscanini, indisponibil din motive de sănătate. Programele au inclus și compoziții ale unor autori români, între care Rapsodiile române de George Enescu. De asemenea, la Opera din Washington a dirijat spectacole cu Boema și Carmen. A revenit în Europa în primăvara anului 1927 când, în 19 martie, a putut fi urmărit la conducerea Orchestrei „Colonne” din Paris, într-un program ce a inclus și o lucrare de Filip Lazăr. A revenit în țară, la Ateneu, deschizând stagiunea în 2 octombrie 1927 cu un program Brahms - Auber - R. Strauss.

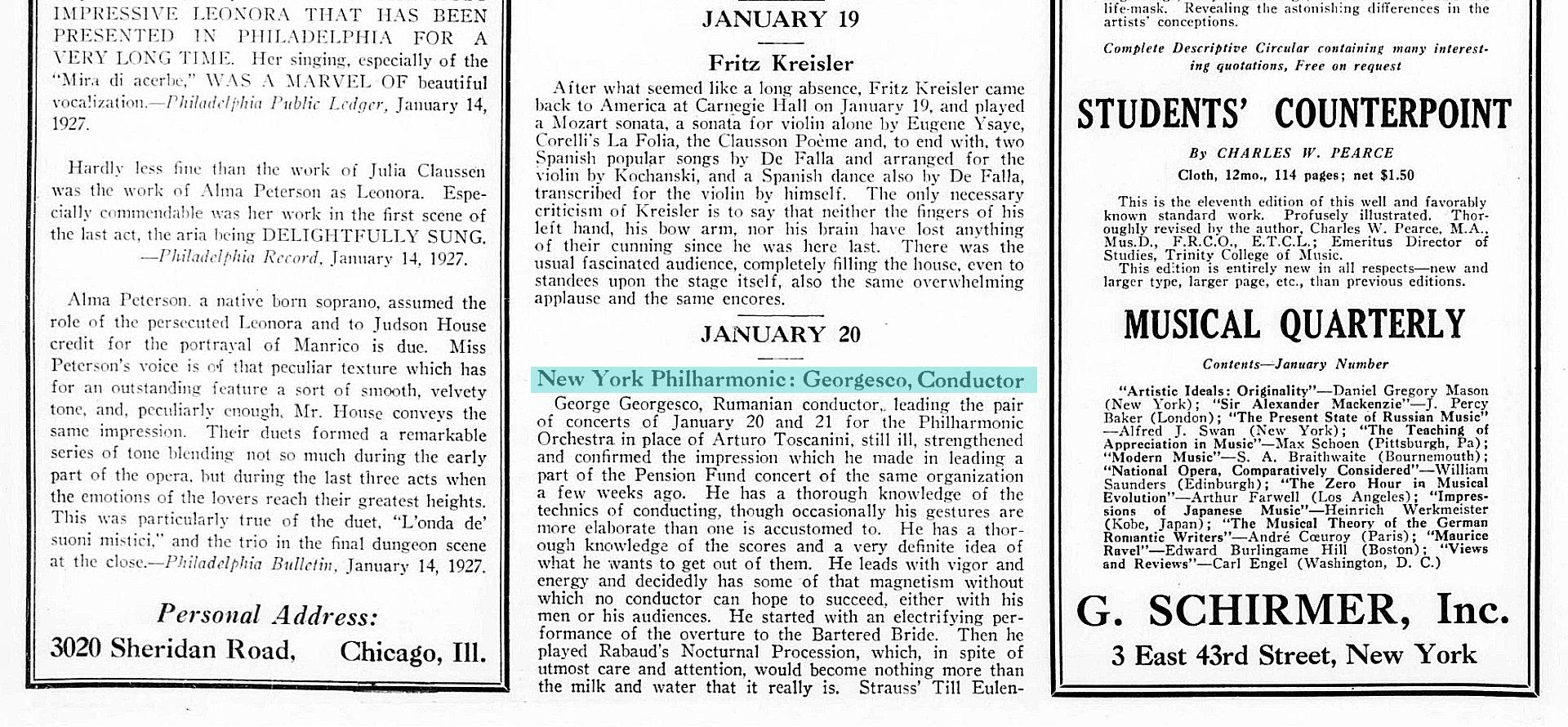
Musical Courier 20.01.1927, GG dirijează NY Philharmonic

Mandatul de director general al Filarmonicii, al lui George Georgescu, din perioada 1920-1944 este cel mai îndelungat din toată istoria Filarmonicii din București de până în prezent și rămâne un reper valoros în contextul scenei muzicale clasice românești.

### Director al Operei Române din București
George Georgescu a condus Opera Națională București, ca director, timp de opt stagiuni - 1922-1926, 1930-1933 și 1939-1940 - un aspect al activității sale care este departe de a avea o importanță secundară față de cea din fruntea Filarmonicii. Și în acest caz, artistul a fost preocupat în permanență să dea viață celor mai reprezentative creații lirice și să asigure o cât mai îngrijită omogenitate a spectacolelor.

George Georgescu la Opera din București, 1939 (Salomea)

Între 1922 și 1926 a organizat prima școală românească de balet. Ca și la Filarmonică, a reușit să aducă pe scena Operei pe unii dintre cei mai apreciați soliști români și străini : Feodor Șaliapin, Florica Cristoforeanu, Traian Grozăvescu, Maria Cebotari, Dimitrie Onofrei, Tito Schipa etc. În perioada celor trei mandate s-au realizat numeroase noi montări - 30 de titluri noi doar între 1922-1926. La Opera Română George Georgescu a dirijat „Olandezul zburător”, „Walkyria” și „Parsifal” de Richard Wagner, „Boema” și „Tosca” de Giacomo Puccini, „Carmen” de Georges Bizet, „Faust” de Charles Gounod, „Manon” și „Thaïs” de Jules Massenet, „Aida” de Giuseppe Verdi, „Salomeea” de Richard Strauss, „Boris Godunov” de Modest Mussorgski, „Fidelio” de Ludwig van Beethoven, „Ora spaniolă” de Maurice Ravel, „Flautul fermecat” de Wolfgang Amadeus Mozart, „O noapte furtunoasă” de Paul Constantinescu, alături de spectacole de balet în care au evoluat soliști de valoare, ca Floria Capsali, Mitiță Dumitrescu, Trixi Checais, Anton Romanovski, etc.

### „Epurare pe viață” și reabilitare
În 1944, după evenimentele politice din 23 august ce aveau să conducă la abdicarea Regelui Mihai I și instaurarea brutală a comunismului în România, George Georgescu, ca și alte personalități marcante ale vieții intelectuale românești, este „epurat pe viață” din activitatea artistică, pe motiv de „colaboraționism” și pentru „crima” de a fi „favorizat cultura germană”. Au fost invocate turneele internaționale efectuate de artist și de orchestra Filarmonicii în țările Axei, cu care România era aliată în anii celui de-al doilea Război Mondial și colaborarea cu artiști germani, „deși nu s-a putut vorbi despre vreo implicare cu conotații politice sau ideologice, nici în nume personal, nici ca director al Filarmonicii din București.”

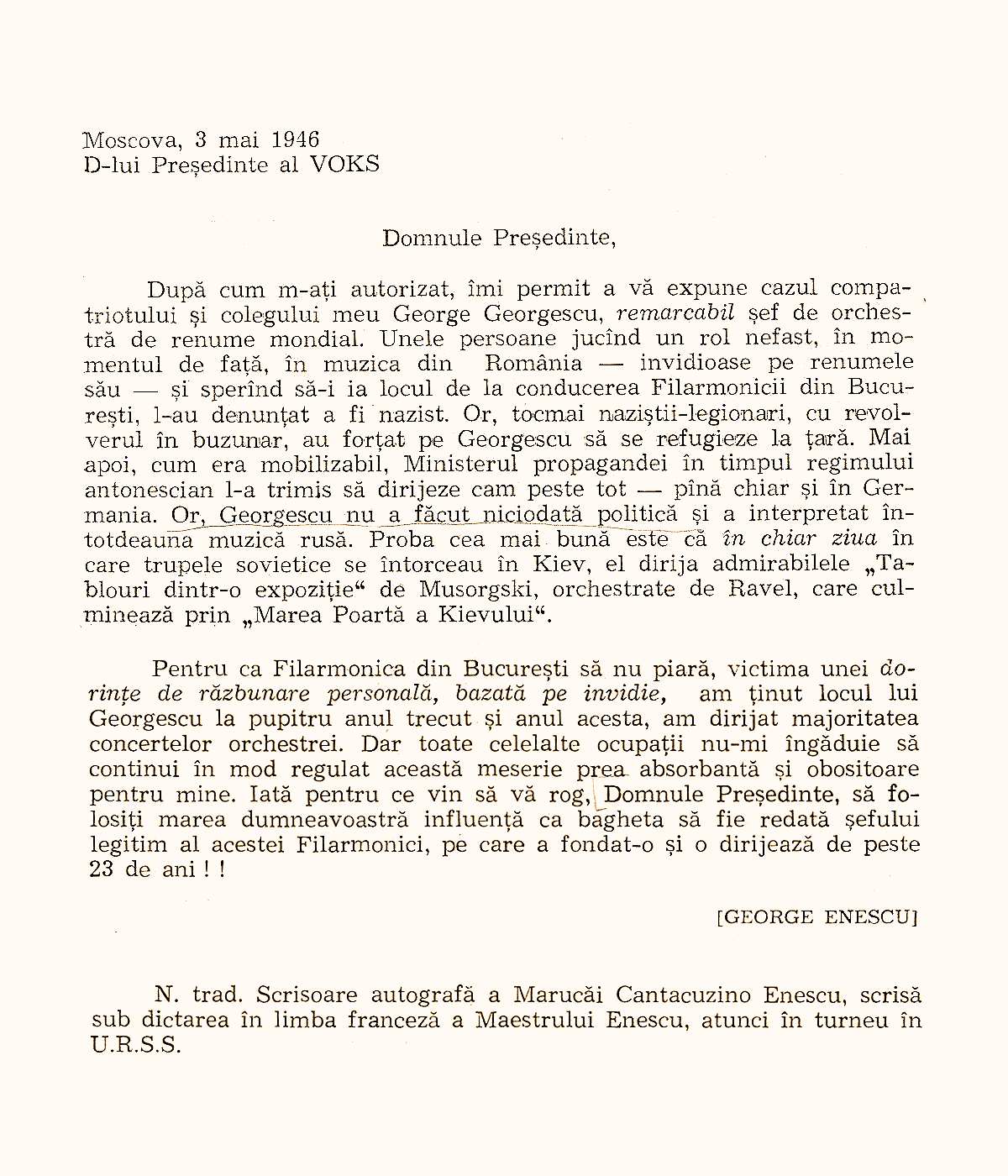
Scrisoare a lui George Enescu către Președintele VOKS, 3 mai 1946 (scrisoare scrisă de Maruca Cantacuzino Enescu la dictarea lui George Enescu, când erau la Moscova)

În 27 februarie 1947, ca urmare a intervenției personale a lui George Enescu, a revenit în activitate, mai întâi în fruntea Orchestrei Radio, apoi cu un ciclu de zece concerte extraordinare în compania Orchestrei Filarmonicii. A găsit un ansamblu ce-și pierduse omogenitatea de dinainte de 1944, inclusiv din cauza imixtiunii elementului politic. Între 1947 și 1954 a activat ca liber profesionist și i s-a permis reluarea onorării invitațiilor internaționale, serie deschisă în mai 1947, la Filarmonica din Viena . Însă curând se instaurează Cortina de Fier, iar Ana Pauker interzice deplasările în Occident – măsură ce va marca următorii săi 13 ani de activitate. În noul context, George Georgescu dirijează concerte în țară, inclusiv în fabrici și uzine. Continuă promovarea muzicii românești, optând cu discernământ pentru valori componistice sigure într-un context în care presiunea ideologică influența în mod evident structurarea programelor și favorizarea unor soliști mediocri, dar agreați de noul regim.

### Al doilea mandat ca director al Filarmonicii: 1954-1964
În 11 decembrie 1953, Ministrul Artelor i-a propus să revină la conducerea Filarmonicii, deschizându-se, astfel, ultimul deceniu de activitate ca director al instituției.
În ultimii ani de viață, lui G. Georgescu i s-a permis din nou să onoreze invitațiile personale de a dirija în Italia, Germania, Cehoslovacia, Franța, Marea Britanie și Statele Unite ale Americii. Împreună cu orchestra Filarmonicii a susținut din nou concerte la Berlin, Dresda, Viena, Paris, Milano și Atena.
Deși a avut numeroase oferte de a se stabili în străinătate, mai ales în contextul dificil al celui de-al doilea Război Mondial și după căderea Cortinei de fier, a refuzat să părăsească definitiv România. A susținut ultimul său concert la Berlin, locul începuturilor strălucitei sale cariere artistice.
George Georgescu s-a stins din viață în 1 septembrie 1964, la București, cauza decesului fiind o congestie pleuro-pulmonară, pe fondul trombozei coronariene. Este înmormântat în Cimitirul Bellu ortodox din București.

### Deschiderea primelor două ediții ale Festivalului „George Enescu”
George Georgescu a deschis primele două ediții ale Festivalul Internațional „George Enescu” (1958 și 1961), printre invitații săi numărându-se mari personalități precum Yehudi Menuhin, David Oistrah, Nadia Boulanger, Sir John Barbirolli, Claudio Arrau sau Sviatoslav Richter.

1961, GG și Sviatoslav Richter la repetiție Burlesca

În 1958, George Georgescu a deschis ediția I cu un program integral George Enescu: Simfonia I și Rapsodia Română nr. 1, iar în 1961, programul inaugural a fost tot unul dedicat lui George Enescu: Suita I și Rapsodia Română nr.1.

George Georgescu dirijând Burlesca, Festivalul Internațional George Enescu (1961)

George Georgescu cu Yehudi Mehuhin și David Oistrach la Festivalul Enescu (1958)

Unul dintre momentele cu cea mai mare încărcătură emoțională, amplu comentat ulterior în presa vremii, a avut loc în 18 septembrie 1958. La inițiativa lui George Georgescu ca omagiu adus lui George Enescu, Yehudi Menuhin și David Oistrah au interpretat împreună, în afara programului, Concertul în re minor pentru două viori și orchestră de Johann Sebastian Bach. Acest gest a avut o dimensiune simbolică: lucrarea, ce fusese cântată anterior de fiecare dintre ei împreună cu George Enescu, căpăta astfel semnificația unei punți între Vest și Est, peste Cortina de Fier.
Mă leagă de România amintiri de neuitat, amintiri materializate în acest bătrân Ateneu unde s-a realizat comuniunea sufletească între ascultătorii români și mine… Și apoi, România înseamnă pentru mine și George Georgescu, acest mare artist și mare prieten cu care este întotdeauna o desfătare să poți cânta.

— 

## Stilul dirijoral și profilul repertorial
Format în spiritul clasic și riguros al culturii muzicale germane, ca discipol al lui Arthur Nikisch, George Georgescu a avut în comun cu acesta dimensiunea analitică aprofundată a partiturii, gestica simplă, esențializată și carisma, constând într-un melanj de autoritate, echilibru și căldură în lucrul cu instrumentiștii, calități ce i-au adus mereu adeziunea acestora.
Impunea prin autoritate, rigoare, exigență, tenacitate. A preferat lucrările simfonice ample, de mare respirație, subordonând, în repetiții, analiza asupra detaliilor viziunii generale, construcției de ansamblu. Era cunoscut pentru apetența cu totul specială pentru Ludwig van Beethoven și Richard Strauss, dar și pentru Johannes Brahms, Richard Wagner, Piotr Ilici Ceaikovski, Gustav Mahler sau autori moderni precum Igor Stravinski, Serghei Prokofiev sau Béla Bartók. Lui George Georgescu i se datorează primele audiții românești ale multor creații reprezentative semnate de Richard Strauss, compozitor cu care a avut o strânsă și îndelungată legătură profesională și umană.

1943, George Georgescu dirijand Missa Solemnis la Musikverein Viena

Stilul lui George Georgescu respira eleganță, naturalețe și fluiditate narativă. Gestica era definită de expresivitate sobră și armonioasă, eficiență și echilibru pozitiv.

### Impactul asupra vieții muzicale românești
Rolul muzicianului în viața culturală a țării sale a fost uriaș.[...] A familiarizat publicul cu marele repertoriu clasico-romantic. A impus pe cei mai mari compozitori din lumea întreagă, a susținut fervent și cu mare eficacitate muzica românească. Din imensul repertoriu de peste 500 de lucrări, peste 100 au fost titluri românești, iar dirijorul nu s-a mulțumit cu prime și ultime audiții, ci a programat această muzică, la care evident ținea foarte mult, cu o insistență admirabilă, atât în țară, cât și în străinătate.

— Pascal Bentoiu, compozitor și enescolog, Viorel Cosma “Dirijorul George Georgescu. Mărturii în contemporaneitate”, p.19
Dacă în viața noastră muzicală a pătruns și s-a instaurat cultul marii arte, George Georgescu a jucat în această privință, alături de Enescu, rolul cel mai important. A promovat cu tenacitate valorile înnoitoare. […] Georgescu a perpetuat până în zilele noastre o tradiție dirijorală care, după dispariția unor figuri ca Weingartner, Furtwängler, Toscanini, Mengelberg, Bruno Walter își avea în el unul din ultimii și poate cel mai impunător reprezentant. […] Tineretul l-a privit întotdeauna ca pe un exemplu.

—  George Bălan, muzicolog și filozof, Ziarul Contemporanul, aprilie 1964

## Discografie
Arta lui George Georgescu și repertoriul său impresionant sunt parțial reflectate de discografia existentă , în care se remarcă integrala simfoniilor de Ludwig van Beethoven derulată la începutul anilor 1960 sub egida casei „Electrecord” din București, cu participarea Orchestrei Filarmonicii „George Enescu”.
Artia
- 1960 - Georges Enesco, Symphony no. 1 in E flat major, op. 13[20]

LYS (Franța)
- 1998 George Enescu
- 1999 "L’Art de George Georgescu Vol. 1", Beethoven Symphonies, Wand/NDR Orchestra (BMG) [21]
- 1999 "L’Art de George Georgescu Vol. 2", "Un concert à Moscou"
- 1999 "L’Art de George Georgescu Vol. 3", "La Collaboration avec la Philharmonie Tchèque"

Doremi (Canada)
- 1999 "Brahms Vol. 4", solist S. Richter, Legendary Treasures Series (Singura versiune disponibilă a lui Richter a Variațiilor Handel) [23]

Electrecord (România)
- 2003 George Georgescu - George Enescu
- 2004 L. von Beethoven, 9 Simfonii
- 2013 J. Brahms
- 2013 F. Schubert, Simfonia Nr. 8
- 2013 C. Franck, R. Strauss

Tobu Recordings (Japonia) - Electrecord
- 2014 "Complete Supraphon Recordings"
- 2022 L. von Beethoven, 9 Simfonii

Radio România, Casa Radio (România)
- 2002 "Arta lui George Georgescu Vol. 1": R. Strauss, S. Prokofiev, P.I. Ceaikovski, J. Brahms, solist S. Richter [24]
- 2003 "Arta lui George Georgescu Vol. 2": C. Franck, C. Debussy, A. Roussel, J. Brahms, solist Y. Menuhin [25]
- 2011 Festivalul internațional "George Enescu", ediția I, 1958, soliști Yehudi Menuhin, David Oistrah[26]
- 2012 L. von Beethoven, Simfonia Nr. 9, Uvertura Coriolan [27]
- 2012 "Arta lui George Georgescu": M. Jora, T. Rogalski, P. Constantinescu, C. Silvestri, G. Enescu[28]
- 2013 Festivalul internațional "George Enescu", ediția a II-a, 1961[29]

Arlecchino (Italia)
- 2005 "George Georgescu Legacy Vol. 1": R. Strauss, solist S. Richter[30]
- 2007 "George Georgescu Vol. 2", L. von Beethoven[31]

Editura Muzicală
- 2023 "George Georgescu la Praga", cu Filarmonica Cehă, L. von Beethoven - Simfonia Nr. 7, R. Strauss - Moarte și Transfigurație

## Cariera muzicală

### De la violoncelist la dirijor
George Georgescu și-a început cariera artistică studiind vioara și violoncelul la București, apoi la Școala superioară de Muzică din Berlin, elev al lui Hugo Becker, eminent profesor de violoncel. Din 1910 a făcut parte ca violoncelist din cvartetul de coarde de sub conducerea violonistului Henri Marteau. În 1916 suferă un accident și este nevoit să abandoneze cariera de violoncelist. La sugestia cunoscutului dirijor Arthur Nikisch, care îi recunoaște calitățile muzicale neobișnuite, George Georgescu începe să studieze arta dirijorală și, în 1918, înregistrează un succes remarcabil la pupitrul Orchestrei Filarmonice din Berlin.
Întors în țară preia direcția tinerei orchestre filarmonice din București. Cu fiecare nou concert, orchestra câștigă în maturitate și calitate interpretativă. Georgescu include în repertoriul orchestrei, alături de marii clasici ai compoziției, și operele compozitorilor români, în primul rând ale lui George Enescu.

### Dirijor acasă și străinătate
George Georgescu dirija adesea în străinătate, fie împreună cu orchestra filarmonică din București, fie invitat la pupitrul unor renumite orchestre simfonice. Își alege programul în funcție de orchestre și de public. Asfel la Viena dirijează compoziții de Johannes Brahms și Richard Strauss, compozitorii săi preferați, la Paris compoziții de Maurice Ravel și Paul Dukas, la Praga uvertura la opera Mireasa vândută de Bedrich Smetana, la Sofia concertul pentru pian și orchestră de Pancio Vladigherof, la Varșovia simfonia Cântece nocturne de Karol Szymanowski, iar în Italia compoziții ale lui Ottorino Respighi. Începând din anul 1926 întreprinde turnee și în Statele Unite, în fruntea orchestrei filarmonice din New York sau împreună cu orchestra Concertelor Colonne.

### „Epurare pe viață” și reabilitare
În 1944, după evenimentele politice din 23 august ce aveau să conducă la abdicarea Regelui Mihai I și instaurarea brutală a comunismului în România, George Georgescu, ca și alte personalități marcante ale vieții intelectuale românești, este „epurat pe viață” din activitatea artistică, pe motiv de „colaboraționism” și pentru „crima” de a fi „favorizat cultura germană”. Au fost invocate turneele internaționale efectuate de artist și de orchestra Filarmonicii în țările Axei, cu care România era aliată în anii celui de-al doilea Război Mondial și colaborarea cu artiști germani, „deși nu s-a putut vorbi despre vreo implicare cu conotații politice sau ideologice, nici în nume personal, nici ca director al Filarmonicii din București.” 
În 27 februarie 1947, ca urmare a intervenției personale a lui George Enescu, a revenit în activitate, mai întâi în fruntea Orchestrei Radio, apoi cu un ciclu de zece concerte extraordinare în compania Orchestrei Filarmonicii. A găsit un ansamblu ce-și pierduse omogenitatea de dinainte de 1944, inclusiv din cauza imixtiunii elementului politic. Între 1947 și 1954 a activat ca liber profesionist și i s-a permis reluarea onorării invitațiilor internaționale, serie deschisă în mai 1947, la Filarmonica din Viena . Însă curând se instaurează Cortina de Fier, iar Ana Pauker interzice deplasările în Occident – măsură ce va marca următorii săi 13 ani de activitate. În noul context, George Georgescu dirijează concerte în țară, inclusiv în fabrici și uzine. Continuă promovarea muzicii românești, optând cu discernământ pentru valori componistice sigure într-un context în care presiunea ideologică influența în mod evident structurarea programelor și favorizarea unor soliști mediocri, dar agreați de noul regim.

### Ordinul Muncii și Artist al Poporului
Abia după ce, în 1956, Constantin Silvestri - până atunci director al Filarmonicii din București - se expatriază în occident, la Paris (în 1957 emigrează în Anglia, la Bournemouth), George Georgescu revine la conducerea acestei orchestre, prestigioasele sale calități artistice neputând fi ignorate. În 1960 este decorat cu Ordinul Muncii clasa I și primește și titlul de Artist al Poporului. Înregistrează pentru casa de discuri Electrecord ediția integrală a simfoniilor lui Beethoven. Până la dispariția sa din viață în 1964, mai întreprinde turnee de concerte în străinătate, lucrând neobosit la perfecționarea interpretativă a orchestrei de sub conducerea sa.

## Premii
- Premiul de Stat al Republicii Populare Române pentru lucrările de o deosebită valoare efectuate în anul 1949 în domeniul Muzicii, clasa I-a (8 martie 1951), „pentru interpretarea Simfoniei a II-a, de Haciaturian, și a Simfoniilor lui Ceaikovschi, și pentru întreaga sa activitate muzicală desfășurată în anul 1949”[33]

## Distincții
- titlul de Maestru Emerit al Artei din Republica Populară Română (11 martie 1952)[34]
- Ordinul Muncii clasa I-a (13 octombrie 1953) pentru contribuția sa la „munca de pregătire și desfășurare a celui de-al IV-lea Festival Mondial al Tineretului și Studenților pentru Pace și Prietenie⁠(d)”[35]
- titlul de Artist al Poporului din Republica Populară Romînă (26 august 1954) „pentru merite excepționale în domeniul dezvoltării artei”[36]
- Ordinul „Steaua Republicii Populare Romîne” clasa a III-a (12 august 1959) „pentru activitate rodnică în dezvoltarea științei și culturii din Republica Populară Romînă”[37]
- Ordinul „Steaua Republicii Populare Romîne” clasa I (13 septembrie 1962) „pentru merite deosebite în activitatea artistică de promovare a artei muzicale românești și ridicarea prestigiului ei internațional, cu prilejul împlinirii a 75 de ani de viață”[38]